# Iphiaulax nitidiusculus
Iphiaulax nitidiusculus är en stekelart som beskrevs av Cameron 1905. Iphiaulax nitidiusculus ingår i släktet Iphiaulax och familjen bracksteklar. Inga underarter finns listade i Catalogue of Life.